# Morti nel 1731
| Questa pagina contiene informazioni ricavate automaticamente dalle voci biografiche con l'ausilio del template Bio e di un bot. L'aggiornamento è periodico e automatico e ricostruisce completamente la pagina. Se manca una persona in questa lista, sei pregato di non aggiungerla, ma accertati piuttosto che la sua voce biografica contenga il template Bio e che i dati anagrafici siano correttamente compilati. Se il template Bio manca, inseriscilo tu stesso o, in alternativa, metti l'avviso {{tmp\|Bio}} che ne segnala la mancanza. Se i dati riportati sono sbagliati, correggi direttamente la voce biografica; le modifiche saranno visibili in questa lista entro pochi giorni. Per chiarimenti vedi il progetto biografie. La lista contiene solo le 84 persone che sono citate nell'enciclopedia e per le quali è stato implementato correttamente il template Bio. Pagina aggiornata al 10 ago 2025. |

## Gennaio(9)
- 4 gennaio - Pietro Alborghetti, attore teatrale e attore teatrale italiano (n. 1675)
- 6 gennaio - Étienne-François Geoffroy, chimico e medico francese (n. 1672)
- 20 gennaio - Antonio I di Monaco, principe (n. 1661)
- 20 gennaio - Giovanni Carlo Bonlini, letterato italiano (n. 1673)
- 20 gennaio - Antonio Farnese, nobile italiano (n. 1679)
- 21 gennaio - Giulio Goldoni, medico italiano (n. 1683)
- 27 gennaio - Giovanni Battista de Miro, religioso e grecista italiano (n. 1656)
- 28 gennaio - Antonio I Boncompagni, nobile italiano (n. 1658)
- 28 gennaio - Giuseppe Maria Caranza, diplomatico italiano (n. 1675)

## Febbraio(9)
- 6 febbraio - François-Paul de Neufville de Villeroy, arcivescovo cattolico francese (n. 1677)
- 7 febbraio - Crisanto di Gerusalemme, vescovo ortodosso greco
- 8 febbraio - Coriolano Montemagni, politico italiano (n. 1665)
- 8 febbraio - Andries Pels, banchiere olandese (n. 1655)
- 15 febbraio - María de León Bello y Delgado, religiosa spagnola (n. 1643)
- 20 febbraio - Ludovico Perini, ingegnere e architetto italiano (n. 1685)
- 22 febbraio - Maria Selvaggia Borghini, poetessa italiana (n. 1656)
- 22 febbraio - Frederik Ruysch, botanico e anatomista olandese (n. 1638)
- 24 febbraio - Michele Bologna, arcivescovo cattolico italiano (n. 1647)

## Marzo(14)
- 2 marzo - Donato Ricchezza, compositore italiano (n. 1651)
- 6 marzo - Johann Melchior Dinglinger, orafo tedesco (n. 1664)
- 8 marzo - Ferdinand Maximilian Brokoff, scultore e stuccatore boemo (n. 1688)
- 9 marzo - Frances Jennings, nobildonna inglese (n. 1649)
- 10 marzo - Jean-Baptiste Le Brun des Marettes, scrittore e editore francese (n. 1651)
- 12 marzo - Ernesto Augusto di Schleswig-Holstein-Sonderburg-Augustenburg, nobile tedesco (n. 1660)
- 13 marzo - Dorotea Federica di Brandeburgo-Ansbach, contessa (n. 1676)
- 15 marzo - Cornelia Zangheri Bandi, nobile italiana (n. 1664)
- 16 marzo - Pietro Grassi, vescovo cattolico italiano (n. 1666)
- 23 marzo - Augusto Guglielmo di Brunswick-Lüneburg, nobile (n. 1662)
- 24 marzo - Giacomo Boncompagni, cardinale e arcivescovo cattolico italiano (n. 1652)
- 26 marzo - Francesco De Sanctis, architetto italiano (n. 1679)
- 30 marzo - Alberto Ernesto II di Oettingen-Oettingen, nobile tedesco (n. 1669)
- 30 marzo - Hilaire-Bernard de Longepierre, drammaturgo francese (n. 1659)

## Aprile(7)
- 1º aprile - Guglielmo II d'Assia-Wanfried-Rheinfels, nobile tedesco (n. 1671)
- 8 aprile - Leonardo Julio Capuz, scultore spagnolo (n. 1660)
- 18 aprile - Giovanna Fratellini, pittrice italiana (n. 1666)
- 21 aprile - Pierre Jaillard Bressan, francese (n. 1663)
- 21 aprile - Maurizio Guglielmo di Sassonia-Merseburg, duca (n. 1688)
- 24 aprile - Daniel Defoe, scrittore e giornalista britannico (n. 1660)
- 30 aprile - Johann Ludwig Bach, musicista, violinista e compositore tedesco (n. 1677)

## Maggio(10)
- 3 maggio - Elizabeth Needham, britannica
- 7 maggio - Giovanni Camillo Sagrestani, pittore italiano (n. 1660)
- 9 maggio - Peregrine Osborne, III duca di Leeds, nobile e politico inglese (n. 1691)
- 10 maggio - Jan Vaerman, matematico fiammingo (n. 1653)
- 11 maggio - Mary Astell, scrittrice e filosofa britannica (n. 1666)
- 15 maggio - Antonio Francesco Valenti, funzionario e arcivescovo cattolico italiano (n. 1668)
- 21 maggio - Johann Hübner, geografo, storico e insegnante tedesco (n. 1668)
- 23 maggio - Domenico Maria Bonavera, incisore italiano (n. 1653)
- 24 maggio - Nishizawa Ippu, scrittore giapponese (n. 1665)
- 30 maggio - Violante Beatrice di Baviera, principessa e politica tedesca (n. 1673)

## Giugno(4)
- 6 giugno - Giovanni Odazzi, pittore italiano (n. 1663)
- 16 giugno - Scipione Giuseppe Castelbarco, diplomatico italiano (n. 1665)
- 21 giugno - Alberto Federico di Brandeburgo-Schwedt, principe (n. 1672)
- 22 giugno - Edward Howard, VIII conte di Suffolk, nobile e politico inglese (n. 1672)

## Luglio(2)
- 11 luglio - Jean-François Leriget de La Faye, diplomatico e poeta francese (n. 1674)
- 14 luglio - Francesco Maria Marescotti Ruspoli, marchese e principe italiano (n. 1672)

## Agosto(6)
- 7 agosto - Franz Ferdinand von Kuenburg, nobile e arcivescovo cattolico austriaco (n. 1651)
- 10 agosto - Bernardo Facini, astronomo e matematico italiano (n. 1665)
- 11 agosto - Francesco Paolo Nicolai, arcivescovo cattolico italiano (n. 1657)
- 18 agosto - Alderano I Cybo-Malaspina, sovrano italiano (n. 1690)
- 28 agosto - Charles Boyle, IV conte di Orrery, politico irlandese (n. 1674)
- 31 agosto - Giorgio Barni, vescovo cattolico italiano (n. 1651)

## Settembre(4)
- 7 settembre - Evdokija Fëdorovna Lopuchina, russa (n. 1669)
- 7 settembre - Paul-Jules de La Porte, nobile e militare francese (n. 1666)
- 15 settembre - Catherine Repond, svizzera (n. 1663)
- 17 settembre - Gustavo del Palatinato-Zweibrücken, duca (n. 1670)

## Ottobre(3)
- 6 ottobre - Giovanni Stefano Robatto, pittore italiano (n. 1652)
- 8 ottobre - Praskov'ja Ivanovna Romanova, principessa russa (n. 1694)
- 11 ottobre - John Craig, matematico e teologo scozzese (n. 1663)

## Novembre(1)
- 23 novembre - Federico Luigi di Württemberg, nobile tedesco (n. 1698)

## Dicembre(6)
- 14 dicembre - Joseph Balthasar Hochreither, organista e compositore austriaco (n. 1669)
- 25 dicembre - Caspar Commelin, botanico e medico olandese (n. 1668)
- 26 dicembre - Antoine Houdar de La Motte, scrittore e drammaturgo francese (n. 1672)
- 27 dicembre - Giuseppe Tamo da Brescia, pittore italiano (n. 1686)
- 29 dicembre - Brook Taylor, matematico britannico (n. 1685)
- 29 dicembre - Luisa Ippolita di Monaco, principessa monegasca (n. 1697)

## Senza giorno specificato(9)
- Francesco Baratta il Giovane, scultore italiano
- Francis Bird, scultore inglese (n. 1667)
- Francesco Borosini, tenore italiano
- Giacomo Colombo, scultore, pittore e disegnatore italiano (n. 1663)
- Pierre Danican Philidor, compositore e gambista francese (n. 1681)
- Pasquale Lazzarini, scultore italiano (n. 1667)
- Giovanni Antonio Mari, pittore italiano
- Giuseppe Mariani, architetto italiano (n. 1681)
- Aretafila Savini, letterata italiana (n. 1687)